# Tre grandi problemi dell'antichità
In matematica, i tre grandi problemi dell'antichità, posti dai matematici dell'antica Grecia, non furono risolti (tutti e tre in negativo perché impossibili) solo con lo sviluppo dell'algebra. Sono considerati il punto di partenza della ricerca che ha sviluppato significativamente il corpus matematico.
I tre problemi sono:
1. La duplicazione del cubo: con riga e compasso è possibile costruire un cubo di volume doppio?
2. La trisezione dell'angolo: con riga e compasso è possibile tagliare in tre parti uguali qualsiasi angolo ?
3. La quadratura del cerchio: con riga e compasso è possibile costruire un quadrato cui area è uguale a quella di un cerchio?

Carl Friedrich Gauss eseguì un importante lavoro preliminare (ampliato dalle analisi di Évariste Galois) su cui si basò Pierre-Laurent Wantzel per dimostrare rigorosamente nel 1837 un teorema generale da cui risulta l'impossibilità della duplicazione del cubo e della trisezione dell'angolo con riga e compasso. Nel 1882, Ferdinand von Lindemann dimostrò che il pi greco è un numero trascendente, mostrando infine l'impossibilità dell'ultimo problema, la quadratura del cerchio.
A questo elenco di problemi, alcuni autori aggiungono alla riga e al compasso la costruzione di poligoni regolari. Questo problema venne completamente risolto dal teorema di Gauss-Wantzel, mostrando in particolare che anche l'ettagono regolare è impossibile da costruire con riga e compasso.